# エピガウルス
エピガウルス（Epigaulus）は、漸新世から更新世にかけて生息し絶滅した草食性の齧歯類ミラガウルス科の属である。属名としてはケラトガウルス（Ceratogaulus）が正しく、Epigaulus はシノニムである。英名"Horned gopher"（角のあるジリス）の通り、鼻から2本の大きな角を生やしていた。エピガウルスは今までに知られている角のある哺乳類の中で最も小さく、また唯一角のある齧歯類であると共に、（化石種であるアルマジロ類ペルテフィルスを除けば）唯一角を持つ穿孔性の（地下に潜る）哺乳類でもある。彼らは今日では北アメリカのグレートプレーンズとして知られる場所に原住していた。
角の役割についての推測は多数あり、穴掘り（角の位置と方向から否定されている）、性的誇示、戦闘・捕食者からの防御などが挙げられている。角が性的二形ではなかったため、防御の役割が有力である。